# Eilema dispar
Eilema dispar là một loài bướm đêm thuộc phân họ Arctiinae, họ Erebidae.